# Tesoro di Corbridge

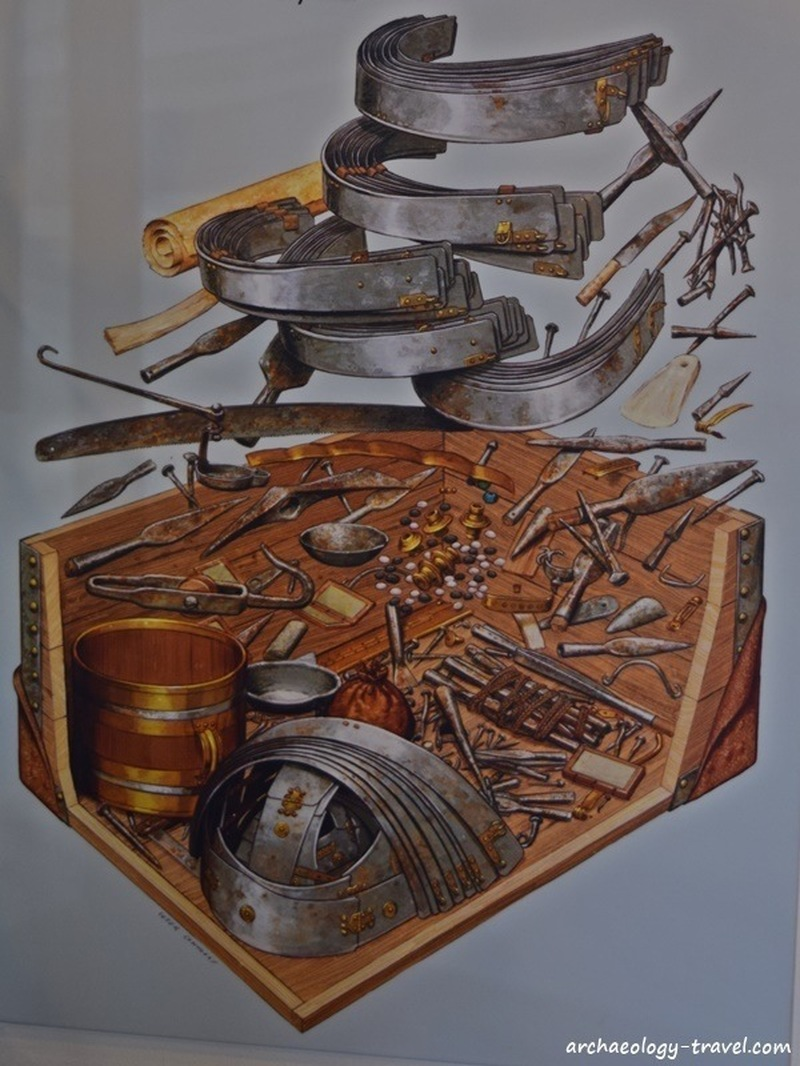
Ricostruzione artistica del Tesoro di Corbridge

Il Tesoro di Corbridge (in inglese Corbridge Hoard) è un tesoro di oggetti in ferro rinvenuti nel 1964 presso il sito romano di Corstopitum (Corbridge).

## Contenuto
Il contenuto era stato sepolto all'interno di una cesta   in legno di ontano ricoperta di cuoio con angoli rinforzati in ferro.
L'oggetto più famoso sono sei mezze parti superiori e sei mezze parti inferiori di una lorica segmentata:

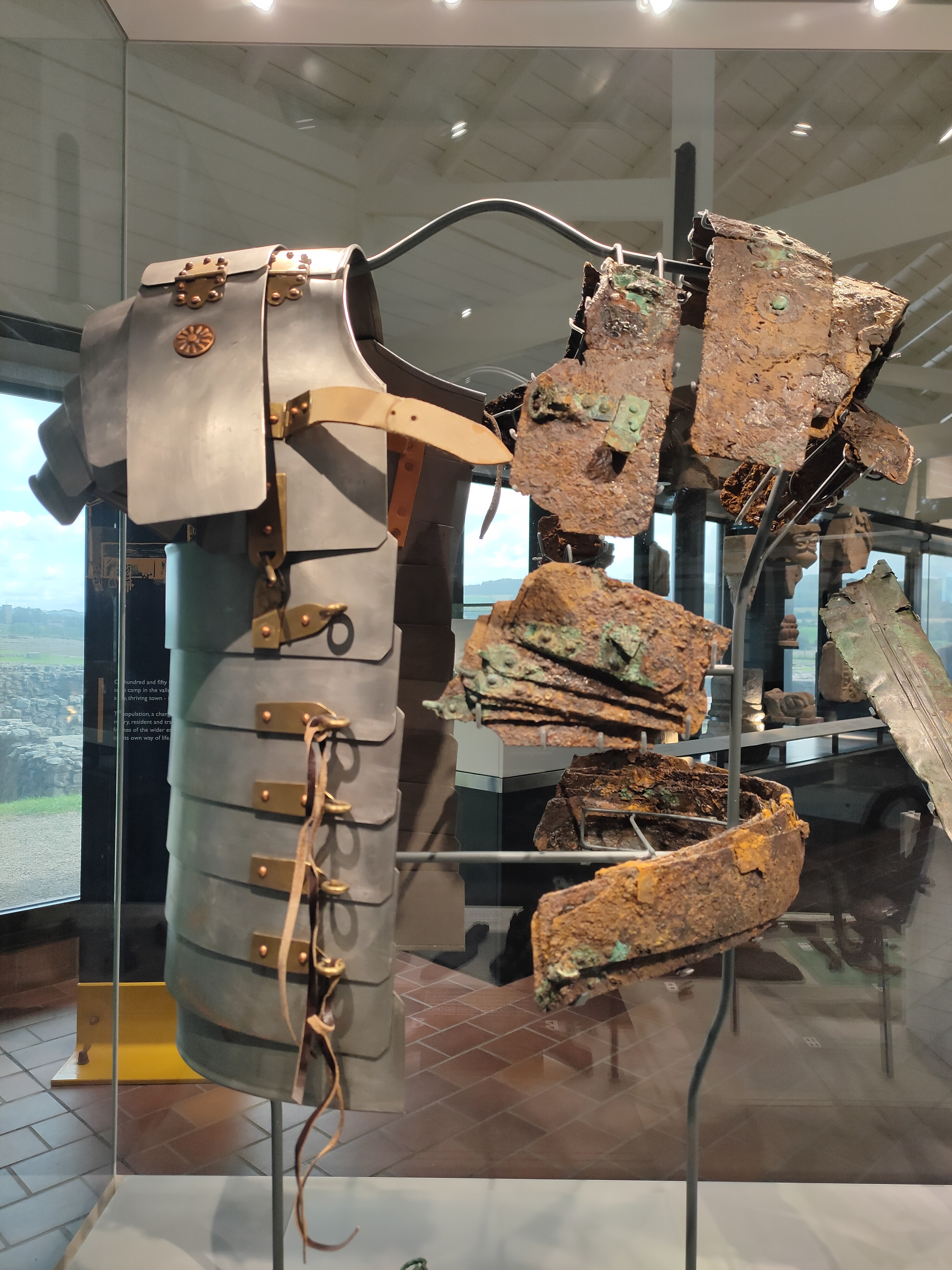
Lorica segmentata, Corbridge Roman Museum.

 questa scoperta permise a Charles Daniels e a H. Russell Robinson di comprendere come ricostruire questo tipo di armatura quando prima non si sapeva come fosse assemblata.
Inoltre ne fanno parte punte di freccia ancora legate insieme, munizioni di artiglieria, un fodero di spada, una lampada, chiodi e altri oggetti da carpentiere. C'erano anche resti frammentari di piume (forse di un cuscino o di un elmo), tavolette cerate e frammenti di papiro (praticamente unici in Britannia).
Tutti i componenti organici sono stati preservati tramite la mineralizzazione dovuta all'arrugginirsi degli oggetti in metallo.

## Interpretazioni
Le interpretazioni sono varie: materiale frettolosamente nascosto durante un attacco di Barbari; oppure materiale sepolto per accumulare verderame e ruggine per scopi medici; avanzi dello sgombero di un'officina, dopo il trasferimento di una guarnigione, seppelliti per negare il materiale al nemico